# Годы девичьи
«Годы девичьи» — советская кинодрама. Премьера — 22 декабря 1961 года.

## Сюжет
Скромная девушка Настя устроилась работать на один из крупнейших шёлковых комбинатов Советского Союза. Вскоре она влюбилась в бригадира и мотогонщика Гната Коляду. Тот тоже обратил внимание на девушку и, оставив красавицу Ганну, делает предложение Насте. Отпразднована свадьба и начинаются будни. Родив сына Настя понимает, что ей трудно справляться с учёбой, работой и хозяйством, да ещё не забывать про мужа. Гнат в это время ищет утешения у Ганны, а позже и вовсе уходит из семьи, чтобы разобраться в собственных чувствах. Но бригада на стороне Насти. И поэтому в её квартире поселяется смешная Антоська…

## В ролях
- Эдуард Кошман — Гнат Коляда
- Наталья Кустинская — Настя
- Елена Корнилова[вд] — Ганна
- Анна Дубровина — Антоська
- Павел Морозенко — Алексей
- Николай Крючков — Трофим Иванович
- Светлана Харитонова — Варвара
- Александра Соколова — Катря
- Дмитрий Капка
- Юнона Яковченко — Наталка
- Юрий Сарычев — Чернявый
- Леонид Марченко — Белявый
- Виктор Халатов.

## Съёмочная группа
- Режиссёр-постановщик — Леонид (Израиль) Эстрин
- Сценарист — Лидия Компаниец
- Оператор-постановщик —  Николай Топчий
- Композитор — Анатолий Боярский
- Художник-постановщик — Георгий Прокопец